# Урзензоллен
Урзензоллен (нем. Ursensollen) — община в Германии, расположенная в округе Амберг-Зульцбах в Верхнем Пфальце, входящий в Регион Нюрнберг в Баварии.  

## География
Урзензоллен расположен в природном парке Хиршвальд, в регионе Оберпфальц-Норд, примерно в 10 километрах юго-западнее Амберга и около 50 километров восточнее Нюрнберга.

## История

### Средние века
В X веке рядом с Урзензолленом поселилась семья фон Шарфенбергов.
Примерно в 1147 году Генрихом де Урзензолленом был построен замок Урзоллен в Урзоллене.
Около 1200 года был возведён замок Шафенберг для лордов и графов семьи Шарфенбергов. Первое упоминание о нём относится к 1270 году, а в середине XVI века он окончательно разрушен.
До 1250 года в семье Шарфенбергов родился Альбрехт фон Шарфенберг , немецкоязычный поэт и писатель конца Средневековья.
Первая церковь в Урзензоллене была построена в 1323 году и неоднократно реконструировалась, включая работы, проведённые в 1712 и 1955 годах.
В середине XIV века был возведён замок Хаймхоф, который впервые упомянут в 1331 году. В 1922 году замок был реконструирован под руководством Бодо Эбхардта.

### Современность
В рамках региональной реформы в Баварии, города Хааг, Хоэнкемнат, Уллерсберг и Цант, а также части городов Гарсдорф, Гаузен, Тонхаузен, Винкль и Вольфсфельд, ранее относившихся к району Ноймаркт-ин-дер-ОберПфальц, были включены в состав Урзензоллена 1 апреля 1971 и 1 июля 1972 года соответственно.
К 1 января 1978 года были добавлены части расформированного города Гётцендорф, а к 1 мая 1978 года небольшие участки города Хоэнбург с примерно 50 жителями.
1 мая 1978 года  Аммерталь и Урзензоллен образовали административное сообщество, которое было распущено 31 декабря 2001 года.

## Население
По оценке на 31 декабря 2015 года население общины Урзензоллен составляет 3641 чел. 

| Дата      | 1840 | 1871 | 1900 | 1925 | 1939 | 1950 | 1961 | 1970 | 1987 | 2011 |
| --------- | ---- | ---- | ---- | ---- | ---- | ---- | ---- | ---- | ---- | ---- |
| Население | 2183 | 2145 | 2015 | 2242 | 2216 | 2720 | 2469 | 2678 | 2991 | 3641 |

| Год       | 1960 | 1970 | 1980 | 1990 | 2000 | 2009 | 2010 | 2011 | 2012 | 2013 | 2014 | 2015 |
| --------- | ---- | ---- | ---- | ---- | ---- | ---- | ---- | ---- | ---- | ---- | ---- | ---- |
| Население | 2513 | 2686 | 2734 | 3150 | 3585 | 3745 | 3758 | 3645 | 3639 | 3654 | 3635 | 3641 |

## Политика
Муниципальный совет состоит из 16 депутатов. Еще одним депутатом и председателем совета является бургомистр.

### Выборы
На муниципальных выборах 15 марта 2020 года из 3047 избирателей в городе Урзензоллен 2364 человека воспользовались своим правом голоса, что составило 77,58% явки на выборах.

### Мэры
Бургомистрами муниципалитета Урзензоллен были:
- 1972–1978: Михаэль Кун
- 1978–1989: Антон Линднер (ХДС)
- 1989–2002: Иосиф Вёльфл (ХДС)
- 2002–2020: Франц Медлер (Свободные избиратели)
- с 2020: Альберт Гайтнер (Свободные избиратели)[17]

На муниципальных выборах 15 марта 2020 года Альберт Гайтнер из партии Свободные избиратели был избран с 57,73% голосов.

## Экономика
С 2017 по 2020 год компания Grammer AG строила свой главный офис в Урзенсоллене в рамках проекта "Кампус", включающего в себя 10 800 квадратных метров офисных помещений и 720 рабочих мест.

## Известные люди
В городе родились:
- Альбрехт фон Шарфенберг (до 1250 – после 1270) –  немецкоязычный поэт и писатель конца Средневековья
- Забине Медл (род. 1963) – скульптор